# Dziesięć portretów Żydów XX wieku
Dziesięć portretów Żydów XX wieku (ang. Ten Portraits of Jews of the Twentieth Century) – cykl 10 prac Andy’ego Warhola z 1980, który przedstawia wybitne osobistości XX wieku pochodzenia żydowskiego.
Cykl składa się z 10 prac o wymiarach 100 × 100 cm. Po raz pierwszy został pokazany w 1980 w Muzeum Żydowskim w Nowym Jorku.
W 2015 cykl pokazano w krakowskim muzeum MOCAK na wystawie Dziesięć portretów Żydów XX wieku.

## Osobistości
Warhol na 10 portretach uwiecznił następujące osobistości:
- Sarah Bernhardt
- Louis Dembitz Brandeis
- Martin Buber
- Albert Einstein
- Sigmund Freud
- Bracia Marx
- Golda Meir
- George Gershwin
- Franz Kafka
- Gertrude Stein